# Coenophila furushonis
Coenophila furushonis là một loài bướm đêm trong họ Noctuidae.